# Desa Wargaluyu (administrativ by i Indonesien, lat -7,39, long 107,07)
Desa Wargaluyu är en administrativ by i Indonesien.   Den ligger i provinsen Jawa Barat, i den västra delen av landet, 130 km söder om huvudstaden Jakarta.